# Kanclerz Księstwa Lancaster
Kanclerz Księstwa Lancaster (ang. Chancellor of the Duchy of Lancaster) – stanowisko istniejące w systemie politycznym Wielkiej Brytanii.

## Charakterystyka
Formalnie głównym zadaniem kanclerza jest zarządzanie Księstwem Lancaster, tzn. zbiorem majątku (przede wszystkim nieruchomości), które służą dostarczaniu osobistego dochodu monarsze Wielkiej Brytanii, dzięki czemu jest on w znacznej mierze samowystarczalny finansowo. W praktyce jednak administracją księstwa zajmują się zawodowi urzędnicy i menedżerowie, a rola kanclerza skupia się na zatwierdzaniu dokumentów i reprezentowaniu spraw Księstwa w parlamencie. W rzeczywistości stanowisko to, podobnie jak np. urząd Lorda Przewodniczącego Rady, jest często przyznawane przez premiera osobie, którą chce on widzieć w składzie gabinetu pomimo tego, iż nie pełni ona żadnego urzędu dającego taki status. Często dotyczy to przewodniczącego Izby Lordów lub Izby Gmin, ale nie jest to regułą.
Od 5 lipca 2024 kanclerzem jest Pat McFadden z Partii Pracy.

## Lista kanclerzy
- 1361–1373: Henry de Haydock
- 1373–1377: Ralph de Ergham
- 1377–1378: Thomas de Thelwall
- 1378–1382: John de Yerborough
- 1382–1382: Thomas Stanley
- 1382–1383: Thomas Scarle
- 1383–1400: William Okey
- 1400–1400: John de Wakering
- 1400–1404: William Burgoyne
- 1404–1410: Thomas Stanley
- 1410–1413: John Springthorpe
- 1413–1424: John Wodehouse
- 1424–1431: William Troutbecke
- 1431–1442: Walter Sherington
- 1442–1449: William Tresham
- 1449–1462: John Say
- 1462–1477: Richard Fowler
- 1477–1478: John Say
- 1478–1483: Thomas Thwaites
- 1483–1486: Thomas Metcalfe
- 1486–1503: Reginald Bray
- 1503–1505: John Mordaunt
- 1505–1509: Richard Empson
- 1509–1523: Henry Marney
- 1523–1525: Richard Wingfield
- 1525–1529: Thomas More
- 1529–1533: William Fitzwilliam
- 1533–1547: John Gage
- 1547–1552: William Paget, 1. baron Paget
- 1552–1553: John Gates
- 1553–1557: Robert Rochester
- 1558–1559: Edward Waldegrave
- 1559–1568: Ambrose Cave
- 1568–1587: Ralph Sadler
- 1587–1590: Francis Walsingham
- 1590–1595: Thomas Heneage
- 1595–1597: urząd komisaryczny
- 1597–1599: Robert Cecil
- 1599–1601: urząd komisaryczny
- 1601–1601: John Fortescue
- 1601–1601: urząd komisaryczny
- 1601–1607: John Fortescue
- 1607–1616: Thomas Parry
- 1615–1618: John Dacombe
- 1618–1618: urząd komisaryczny
- 1618–1629: Humphrey May
- 1629–1644: Edward Barrett, 1. baron Barrett
- 1644–1648: William Lenthall
- 1648–1649: Gilbert Gerrard
- 1649–1654: John Bradshaw
- 1653–1658: Thomas Fell
- 1658–1659: John Bradshaw
- 1659–1659: William Lenthall
- 1659–1660: Gilbert Gerrard
- 1660–1664: Francis Seymour, 1. baron Seymour of Trowbridge
- 1664–1672: Thomas Ingram
- 1672–1682: Robert Carr
- 1682–1687: Thomas Chicheley
- 1687–1687: urząd komisaryczny
- 1687–1689: Robert Phelipps
- 1689–1697: Robert Bertie, 16. baron Willoughby of Eresby
- 1697–1702: Thomas Grey, 2. hrabia Stamford
- 1702–1706: John Leveson-Gower, 1. baron Gower of Stittenham
- 1706–1710: James Stanley, 10. hrabia Derby
- 1710–1714: William Berkeley, 4. baron Berkeley
- 1714–1716: Heneage Finch, 1. hrabia Aylesford
- 1716–1717: Richard Lumley, 1. hrabia Scarborough
- 1717–1727: Nicholas Lechmere, baron Lechmere
- 1727–1735: John Manners, 3. książę Rutland
- 1735–1742: George Cholmondeley, 3. hrabia Cholmondeley
- 1742–1759: Richard Edgcumbe, 1. baron Edgcumbe
- 1759–1762: Thomas Hay, 9. hrabia Kinnoull
- 1762–1771: James Stanley, lord Strange
- 1771–1782: Thomas Villiers, 1. hrabia Clarendon
- 1782–1783: John Dunning
- 1783–1783: Edward Stanley, 12. hrabia Derby
- 1783–1786: Thomas Villiers, 1. hrabia Clarendon
- 1786–1803: Charles Jenkinson, 1. hrabia Liverpool
- 1803–1804: Thomas Pelham, 2. baron Pelham
- 1804–1805: Henry Phipps, 3. baron Mulgrave
- 1805–1805: Robert Hobart, 4. hrabia Buckinghamshire
- 1805–1806: Dudley Ryder, 2. baron Harrowby
- 1806–1807: Edward Stanley, 12. hrabia Derby
- 1807–1812: Spencer Perceval
- 1812–1812: Robert Hobart, 4. hrabia Buckinghamshire
- 1812–1823: Charles Bathurst
- 1823–1828: Nicholas Vansittart, 1. baron Bexley
- 1828–1828: George Hamilton-Gordon, 4. hrabia Aberdeen
- 1828–1830: Charles Arbuthnot
- 1830–1834: Henry Vassall-Fox, 3. baron Holland
- 1834–1835: Charles Watkin Williams-Wynn
- 1835–1840: Henry Vassall-Fox, 3. baron Holland
- 1840–1841: George Villiers, 4. hrabia Clarendon
- 1841–1841: George Grey
- 1841–1846: lord Granville Somerset
- 1846–1850: John Campbell, 1. baron Campbell
- 1850–1852: George Howard, 7. hrabia Carlisle
- 1852–1852: Robert Adam Christopher
- 1853–1854: Edward Strutt
- 1854–1855: Granville Leveson-Gower, 2. hrabia Granville
- 1855–1855: Dudley Ryder, 2. hrabia Harrowby
- 1855–1858: Matthew Baines
- 1858–1859: James Graham, 4. książę Montrose
- 1859–1861: George Grey
- 1861–1864: Edward Cardwell
- 1864–1865: George Villiers, 4. hrabia Clarendon
- 1865–1866: George Goschen
- 1866–1867: William Courtenay, 11. hrabia Devon
- 1867–1868: John Wilson-Patten
- 1868–1868: Thomas Edward Taylor
- 1868–1872: Frederick Hamilton-Blackwood, 1. hrabia Dufferin
- 1872–1873: Hugh Childers
- 1873–1874: John Bright
- 1874–1880: Thomas Edward Taylor
- 1880–1882: John Bright
- 1882–1882: John Wodehouse, 1. hrabia Kimberley
- 1882–1884: John George Dodson
- 1884–1885: George Trevelyan
- 1885–1886: Henry Chaplin
- 1886–1886: Edward Heneage
- 1886–1886: Ughtred Kay-Shuttleworth
- 1886–1886: Gathorne Hardy, 1. wicehrabia Cranbrook
- 1886–1892: John Manners, 7. książę Rutland
- 1892–1894: James Bryce
- 1894–1895: Edward Marjoribanks, 2. baron Tweedmouth
- 1895–1895: Richard Cross, 1. wicehrabia Cross
- 1895–1902: Henry James, 1. baron James of Hereford
- 1902–1905: William Walrond
- 1905–1908: Henry Fowler
- 1908–1909: Edmond Fitzmaurice, 1. baron Fitzmaurice
- 1909–1910: Herbert Samuel
- 1910–1911: Joseph Pease
- 1911–1914: Charles Hobhouse
- 1914–1915: Charles Masterman
- 1915–1915: Edwin Samuel Montagu
- 1915–1915: Winston Churchill
- 1915–1916: Herbert Samuel
- 1916–1916: Edwin Samuel Montagu
- 1916–1916: Thomas McKinnon Wood
- 1916–1918: Frederick Cawley
- 1918–1918: Max Aitken, 1. baron Beaverbrook
- 1918–1919: William Fisher, 1. baron Downham
- 1919–1921: David Lindsay, 27. hrabia Crawford
- 1921–1922: William Peel, 2. wicehrabia Peel
- 1922–1922: William Sutherland
- 1922–1923: James Gascoyne-Cecil, 4. markiz Salisbury
- 1923–1924: John Davidson
- 1924–1924: Josiah Wedgwood
- 1924–1927: Robert Cecil, 1. wicehrabia Cecil of Chelwood
- 1927–1929: Ronald McNeill
- 1929–1930: Oswald Mosley
- 1930–1931: Clement Richard Attlee
- 1931–1931: Arthur Ponsonby, 1. baron Ponsonby of Shulbrede
- 1931–1931: Philip Kerr, 11. markiz Lothian
- 1931–1937: John Davidson
- 1937–1939: Edward Turnour, 6. hrabia Winterton
- 1939–1940: William Morrison
- 1940–1940: George Tryon, 1. baron Tryon
- 1940–1941: Maurice Hankey, 1. baron Hankey
- 1941–1943: Duff Cooper
- 1943–1945: Ernest Brown
- 1945–1945: James Salter
- 1945–1947: John Hynd
- 1947–1948: Frank Pakenham, 1. baron Pakenham
- 1948–1950: Hugh Dalton
- 1950–1951: Albert Alexander, 1. wicehrabia Alexander of Hillsborough
- 1951–1952: Philip Cunliffe-Lister, 1. wicehrabia Swinton
- 1952–1955: Frederick Marquis, 1. wicehrabia Woolton
- 1955–1957: George Douglas-Hamilton, 10. hrabia Selkirk
- 1957–1961: Charles Hill
- 1961–1963: Iain Macleod
- 1963–1964: John Hare, 1. wicehrabia Blakenham
- 1964–1966: Douglas Houghton
- 1966–1967: George Thomson
- 1967–1969: Frederick Lee
- 1969–1970: George Thomson
- 1970–1970: Anthony Barber
- 1970–1972: Geoffrey Rippon
- 1972–1974: John Davies
- 1974–1979: Harold Lever
- 1979–1981: Norman St John-Stevas
- 1981–1981: Francis Pym
- 1981–1982: Janet Young, baronowa Young
- 1982–1983: Cecil Parkinson
- 1983–1984: Francis Cockfield, baron Cockfield
- 1984–1985: Alexander Ruthven, 2. hrabia Gowrie
- 1985–1987: Norman Tebbit
- 1987–1988: Kenneth Clarke
- 1988–1989: Tony Newton
- 1989–1990: Kenneth Baker
- 1990–1992: Chris Patten
- 1992–1994: William Waldegrave
- 1994–1995: David Hunt
- 1995–1997: Roger Freeman
- 1997–1998: David Clark
- 1998–1999: Jack Cunningham
- 1999–2001: Mo Mowlam
- 2001–2003: Gus Macdonald
- 2003–2004: Douglas Alexander
- 2004–2005: Alan Milburn
- 2005–2005: John Hutton
- 2005–2006: vacat
- 2006–2007: Hilary Armstrong
- 2007–2008: Ed Miliband
- 2008–2009: Liam Byrne
- 2009–2010: Janet Royall, baronowa Royall
- 2010–2013: Thomas Galbraith, 2. baron Strathclyde
- 2013–2014: Jonathan Hill, baron Hill of Oareford
- 2014–2016: Oliver Letwin
- 2016–2018: Patrick McLoughlin
- 2018–2019: David Lidington
- 2019–2021: Michael Gove
- 2021–2022: Stephen Barclay
- 2022–2022: Kit Malthouse
- 2022–2022: Nadhim Zahawi
- 2022–2024: Oliver Dowden
- od 2024: Pat McFadden